# Jean Hérault de Gourville
Pour les articles homonymes, voir Gourville.
Jean Hérault, baron de Gourville, né le 11 juillet 1625 à La Rochefoucauld et mort le 14 juin 1703 à Paris, est un gestionnaire et mémorialiste français.

## Biographie

### Une jeunesse au service des La Rochefoucauld
D’abord valet de chambre de l’abbé Louis de La Rochefoucauld, il devient maître d’hôtel, puis secrétaire de François de La Rochefoucauld (le futur auteur des Maximes), alors prince de Marcillac. Hérault est un agent de la Fronde, où il joue un rôle très actif. Il cherche à faire évader les princes lors de leur arrestation. Il organise un enlèvement raté de Retz. À la fin de la Fronde, il organise le rapt du directeur des postes et obtient une rançon de 40 000 livres. 

### 1653: Intendant de l'armée de Catalogne
Puis il est intendant de l’armée de Catalogne, dont le commandement en chef est donné en 1653 à Jacques de Rougé du Plessis-Bellière.

### 1655-1661: au service de Nicolas Fouquet
Il devient proche de Nicolas Fouquet, nommé surintendant des finances en 1653 avec Abel Servien. Il est un membre important du cercle de Fouquet, notamment au château de Saint-Mandé.
Fouquet lui fait obtenir la recette générale des tailles de Guyenne, source de sa fortune considérable. Il signe 13 traités entre 1657 et 1661. En 1660, Gourville acquiert pour 900 000 livres, somme colossale, la charge de secrétaire du Conseil d'État. Il achète alors le château et la seigneurie de Gourville pour la somme de 100 000 livres. Il prend le nom de cette terre.

### La condamnation à mort après la chute de Fouquet et son exil européen
Ses activités de financier lui valent un procès à l’issue duquel il est condamné à être pendu. Il l'est en effigie place du Palais. Il part alors aux Pays-Bas et voyage beaucoup pendant plusieurs années.

### 1671: Lettres d'abolition de sa condamnation
En 1671, après avoir rendu de nombreux services à la couronne, en Espagne notamment, il obtient les lettres d’abolition de sa condamnation (y compris pécuniaire). Cette condamnation et la liberté qui lui a été laissée de s’y dérober peuvent s’expliquer, pense Daniel Dessert, comme un moyen d'éviter d’avoir à le faire témoigner au procès Fouquet. Gourville vient au secours de la famille de Fouquet pendant que celui-ci est détenu.

### L'intendant de la maison de Condé

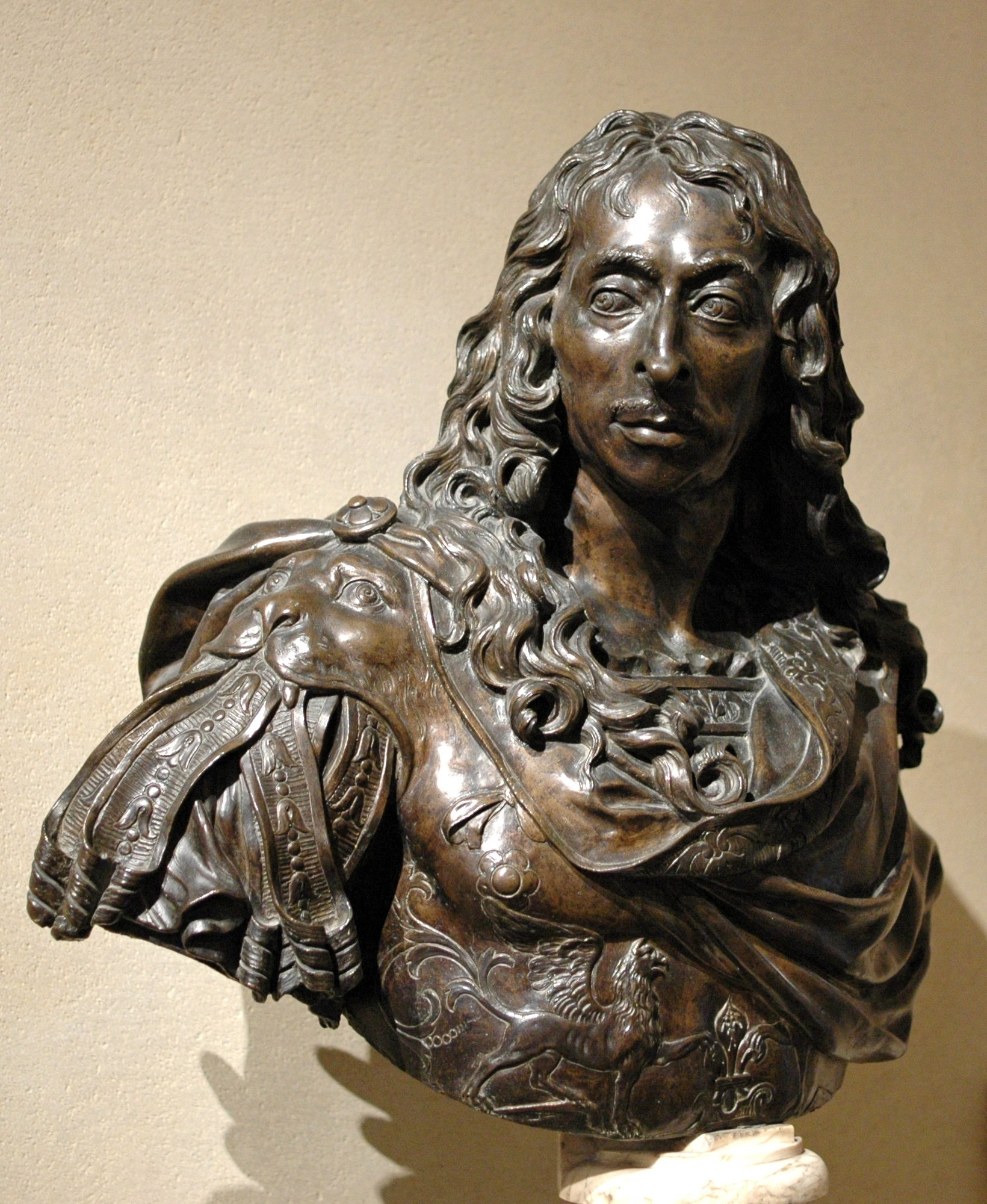
Buste en bronze du Grand Condé par Antoine Coysevox, 1688, musée du Louvre.

En 1669, il devient intendant de la maison de Condé. Très considéré, il est ami, presque sur un pied d’égalité, de Condé, de La Rochefoucauld, de madame de Sévigné et de Boileau. Cas assez rare d’une ascension sociale à partir d’une origine très modeste. Il épouse secrètement une des trois filles de l'auteur des Maximes, probablement l'aînée, Marie Catherine, dite mademoiselle de La Rochefoucauld (1637-1711).
En tant qu'intendant, il s'occupe des finances de la maison de Condé, et notamment de la gestion et de l'embellissement des jardins du château de Chantilly, où réside le Grand Condé.

### Son grand œuvre: l'embellissement du château de Saint-Maur

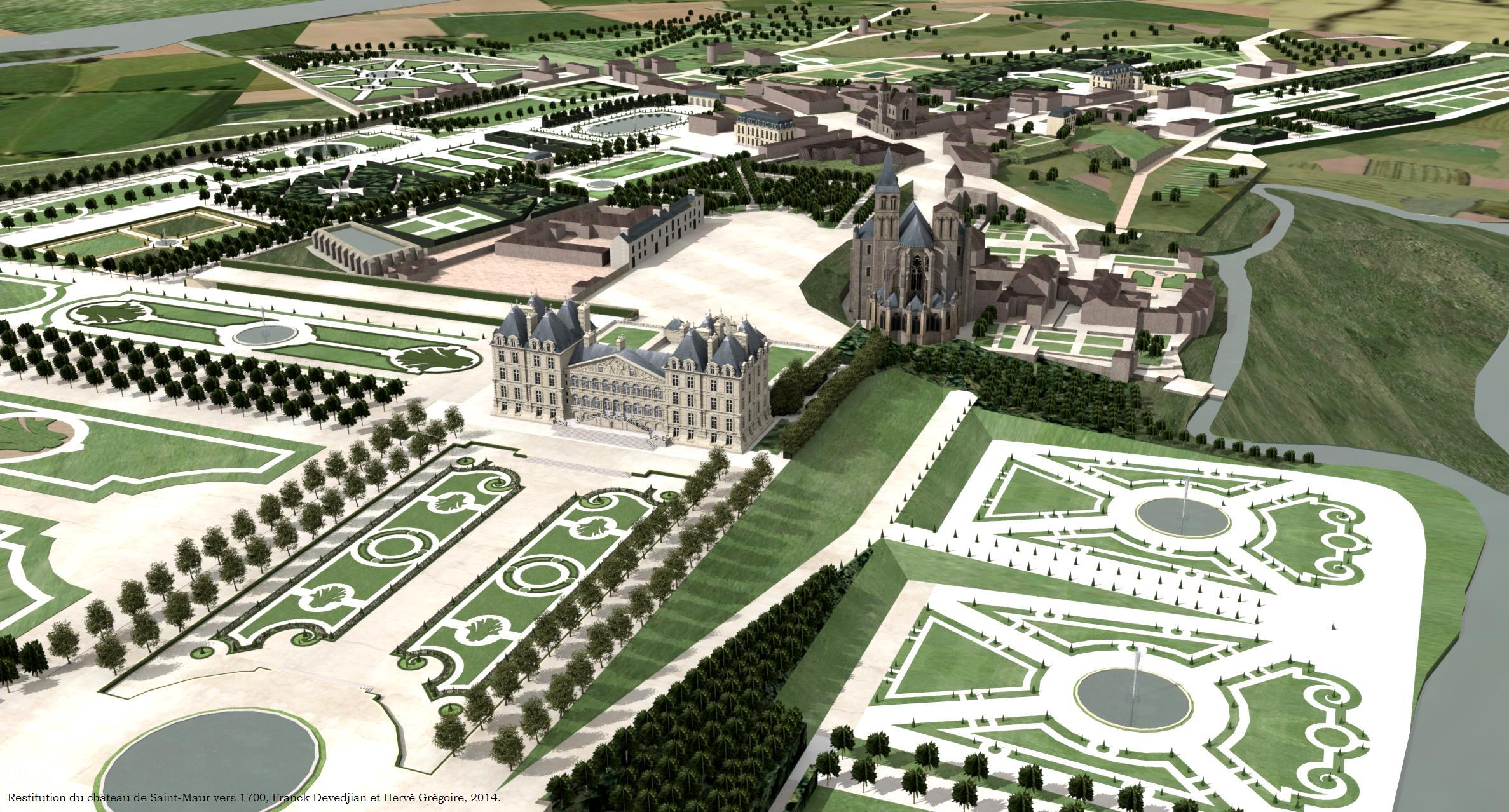
Restitution 3D du château de Saint-Maur vers 1700. Gourville a englouti toute sa fortune pour embellir les jardins

C'est lui qui fait entreprendre les travaux d'embellissement du château de Saint-Maur, que Condé lui a mis à disposition, pour créer l'un des plus spectaculaires jardins du Grand Siècle en Île-de-France. Il doit hausser le ton pour dire à madame de La Fayette de quitter le château, qu'elle occupait à titre gracieux.

### Sa vieillesse et la rédaction de sesMémoires
Devenu impotent, il entreprend la rédaction de ses Mémoires le 15 juin 1702 ; ils sont publiés en 1724 (Mémoires de M. de Gourville, concernant les affaires ausquelles il a été employé par la Cour, depuis 1642 jusqu’en 1698, Paris, Estienne Ganeau, 1724).
« Garantissez-moi de mes amis, écrivait Gourville proscrit et fugitif. Je saurai bien me défendre de mes ennemis. » (Sénac de Meilhan, 1736-1803, Considération sur l’esprit et les mœurs.) Saint Jérôme avait déjà écrit : « Il est moins malaisé de se garder d’un ennemi déclaré que d’endurer un ennemi caché sous un nom d’ami. » (Apologie contre Rufin, fin du livre second.)
Il est enterré à l'église Saint-Sulpice de Paris.

## Jugements sur Gourville
Daniel de Cosnac, qui a fait sa connaissance pendant l’Ormée, la Fronde bordelaise : « Gourville était homme capable de négocier, habile, fertile en expédients. » Sainte-Beuve a dit de lui, dans ses Causeries du lundi, qu’il était « quelque chose comme le Gil Blas et le Figaro du XVIIe siècle ». À sa mort, madame de Sévigné écrit : « Je suis fort touchée de la mort de Gourville, avec lequel j’avois renoué un commerce très-vif ; j’ajouterai que son bon esprit étoit si parfaitement revenu, que jamais lumière n’a tant brillé avant de s’éteindre. »

## Iconographie
Le portrait de Gourville a été peint par Hyacinthe Rigaud en 1703 pour 300 livres.
Gérard Edelinck a gravé ce portrait en 1705.
Voir aussi le château de Saint-Maur, mis à disposition de Gourville par les Condé.

### Sources
- Notice sur Gourville, in Mémoires de J.H. de Gourville
- Notice in Daniel Dessert, Argent, pouvoir et société au Grand Siècle, Paris, Fayard, 1984, p. 604.
- Mémoires de Gourville, tome I et tome II.